# Ut'
L' Ut' (in russo Уть?) è un fiume della Russia europea orientale, affluente di destra del Kil'mez' (bacino idrografico della Kama). Scorre nei rajon Krasnogorskij e Seltinskij dell'Udmurtia. 
Il fiume ha origine sull'altopiano di Krasnogorsk a sud del villaggio di Šachrovo, 13 km a sud-ovest del villaggio di Krasnogorskoe. Scorre in direzione occidentale, poi gira a sud e sud-est. Scorre principalmente attraverso boschi di abete rosso e betulla e attraversa vari villaggi. Nel corso inferiore scorre attraverso un'area forestale paludosa disabitata. Sfocia nel Kil'mez' a 188 km dalla foce, vicino al villaggio di Goloviznin Jazok. Ha una lunghezza di 107 km, il suo bacino è di 1 190 km².